# جاك إدوارد تانر
جاك إدوارد تانر (بالإنجليزية: Jack Edward Tanner)‏ هو قاضي ومحامي أمريكي، ولد في 28 يناير 1919 في تاكوما في الولايات المتحدة، وتوفي بنفس المكان في 10 يناير 2006.